# في بلاد الطررني (فلم)
في بلاد الطررنّي شريط سينمائي تونسي أنتج عام 1973 بالألوان، وهو مقتبس عن ثلاثة حكايات لعلي الدوعاجي من كتابه سهرت منه الليالي تدور أحداثه في تونس من ثلاثينيات القرن العشرين.
الحكايات الثلاثة هي:
- المصباح المظلم
- الزيارة
- نزهة رائقة

## التقديم الفني
- السيناريو: الهادي بن خليفة، محمد ياسين، فريد بوغدير
- الموسيقى: محمد سعادة، محمد القرفي
- تمثيل: نورالدين القصباوي، نعمة، سامية مزالي، منى نورالدين، جميلة العرابي، رمضان شطا، رشيد قارة